# Новозеландска овчарка
Новозеландската овчарка или хънтауей (на английски: Huntaway) е рядка порода кучета, произхождаща от Нова Зеландия. Въпреки че по принцип новозеландската овчарка е отделна порода, тя не е призната от никой от авторитетните киноложки клубове по света. Използвана е за извеждане на овцете от фермите. Нейният характерен силен и дълбок лай е нейното приспособление за контрол над добитъка, поради което тя е известна като много шумно куче, особено по време на работа.

## Външен вид
Новозеландските овчарки са големи кучета, чието тегло е в порядъка 18 – 29.5 кг.. Козината може да бъде в различни цветове: черно, черно кафяво, като обикновено има малко бяло или бриндл. Също така те могат да бъдат късокосмести, дългокосмести или острокосмести и обикновено имат клепнали уши. Нормалната височина на новозеландските овчарки е 51 – 61 см.

## Основна информация
Новозеландските овчарки живеят 12 – 14 години. Те са интелигентни, приятелски настроени, много енергични и активни кучета, които се нуждаят от много упражнения. Те са създадени да водят добитъка в хълмовете и планините на Нова Зеландия, където е трудно да се върви или язди. Основните команди, които се дават на тези кучета са чрез сигнал с ръка или малки свирки, когато кучето е далече от стопанина си.
Град Хънтървил, на Северния остров на Нова Зеландия е известен със своята статуя на куче от породата.
В Япония е създаден „Клуб за новозеландска овчарка“. Някои екземпляри са използвани в Австралия за работа или за участие в овчарско състезание. Новозеландската овчарка става все по-популярна по света.